# Malese Jow

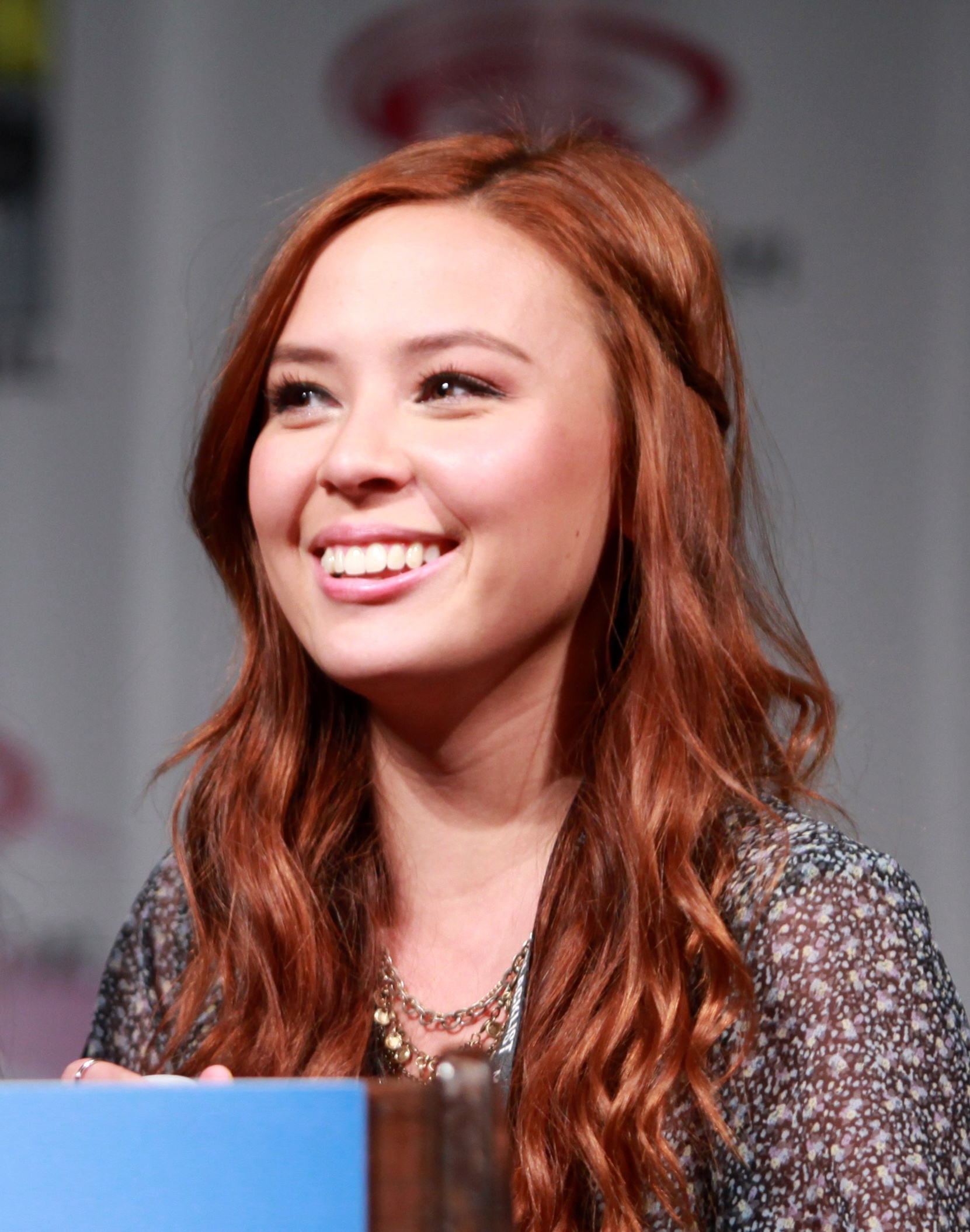
Malese Jow (2014)

Malese Jow (* 18. Februar 1991 in Tulsa, Oklahoma als Elizabeth Melise Jow) ist eine US-amerikanische Schauspielerin und Sängerin. Jow hat chinesische, Cherokee und europäische Vorfahren.

## Karriere
Von 2004 bis 2007 spielte Jow Geena Fabiano in Unfabulous, durch die sie größere Bekanntheit erlangte. Die Rolle brachte ihr mehrere Young-Artist-Award-Nominierungen ein. 2007 spielte sie eine der Hauptrollen in Bratz und wirkte bei zwei Liedern des dazugehörigen Soundtracks mit. Außerdem war sie von 2010 bis 2011 in der Serie Vampire Diaries als Anna zu sehen. 2015 hatte sie eine Nebenrolle als Linda Park in der Superhelden-Serie The Flash inne. 2017 hatte sie eine Hauptrolle in der zweiten Staffel von The Shannara Chronicles.

## Filmografie (Auswahl)

### Filme
- 2007: Bratz
- 2009: Die Noobs – Klein aber gemein (Aliens in the Attic)
- 2010: You’re So Cupid
- 2010: The Social Network
- 2012: Immoral Prodigy (Kurzfilm)
- 2014: Plastic
- 2014: Presumed Dead in Paradise (Fernsehfilm)
- 2018: I Wrote This For You
- 2019: Escape Plan 3: The Extractors

### Fernsehserien
- 2004: The Brothers Garcia (Folge 4x04 Right Place, Right Time)
- 2004–2007: Unfabulous (41 Folgen)
- 2007: Die Zauberer vom Waverly Place (Wizards of Waverly Place, Folge 1x09 Der Horrorfilm)
- 2008: Schatten der Leidenschaft (The Young and the Restless, 2 Folgen)
- 2009: iCarly (Folge 2x14 Ein Colt für alle Fälle)
- 2009: The Secret Life of the American Teenager (Folge 1x22 Eine Nacht im Sommercamp)
- 2009: Hannah Montana (2 Folgen)
- 2010: Leverage (Folge 3x08 Vollgas)
- 2010–2011: Vampire Diaries (The Vampire Diaries, 18 Folgen)
- 2011: Desperate Housewives (Folge 7x21 Albträume)
- 2011–2012: Troop – Die Monsterjäger (The Troop, 14 Folgen)
- 2011–2013: Big Time Rush (14 Folgen)
- 2012: CSI: Miami (Folge 10x12 Friendly Fire)
- 2014: Castle (Folge 6x15 Smells Like Teen Spirit)
- 2014: Star-Crossed (10 Folgen)
- 2015: The Flash (7 Folgen)
- 2015–2020: Navy CIS: L.A. (NCIS: Los Angeles, 4 Folgen)
- 2016: Sweet/Vicious (Folge 1x04 Tragic Kingdom)
- 2017: The Shannara Chronicles (Fernsehserie, 10 Folgen)
- 2018: Casual (Fernsehserie, 2 Folgen)
- seit 2021: Invincible (Fernsehserie, Stimme von Dupli-Kate)

## Diskografie (Auswahl)
- Caught Up In You
- Hey Oh
- No Better
- Where You Belong
- Girl’s Night Out
- Left Waiting
- It’s All About Me (featuring Chelsea Staub)
- Go Go
- You left me in the Air
- That’s Wrong
- Red Light